# حفاظت فعال در برابر آتش

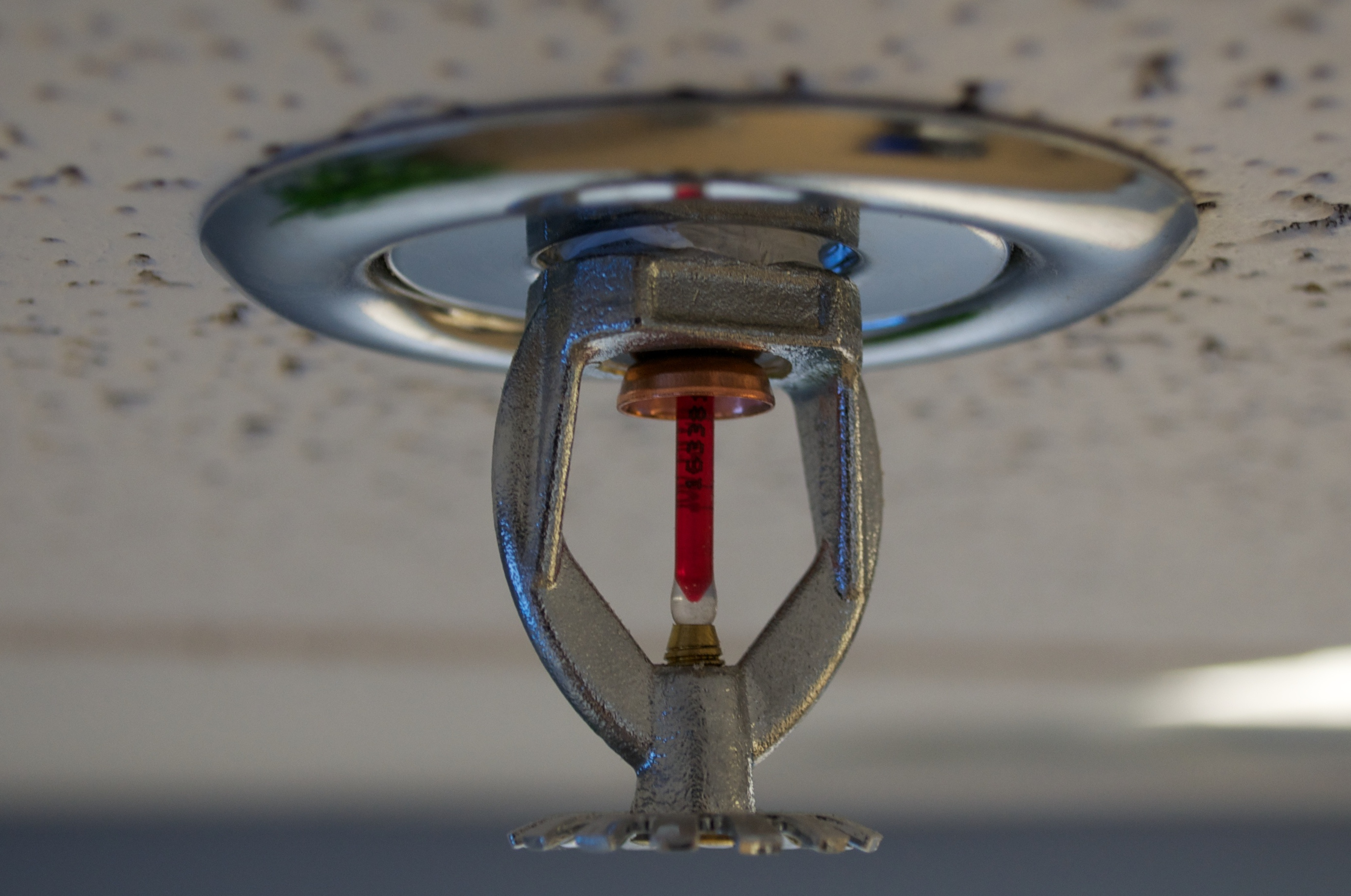
سر آبپاش. گرما باعث می‌شود مایع درون لامپ منبسط شود، شیشه را بترکاند و روزنهای ایجاد کند که از طریق آن آب آزاد می‌شود تا آتش را کنترل کند.

حفاظت فعال در برابر آتش (به انگلیسی: Active fire protection (AFP)) بخش جدایی‌ناپذیری از حفاظت در برابر آتش است. حفاظت فعال در برابر آتش با اقلام و/یا سیستم‌هایی مشخص می‌شود که برخلاف حفاظت غیرفعال در برابر آتش، برای کار کردن به مقدار مشخصی حرکت و واکنش نیاز دارند.
اطفاء حریق دستی شامل استفاده از پتوی آتش‌نشانی، کپسول آتشنشانی یا سیستم لوله ایستاده است.

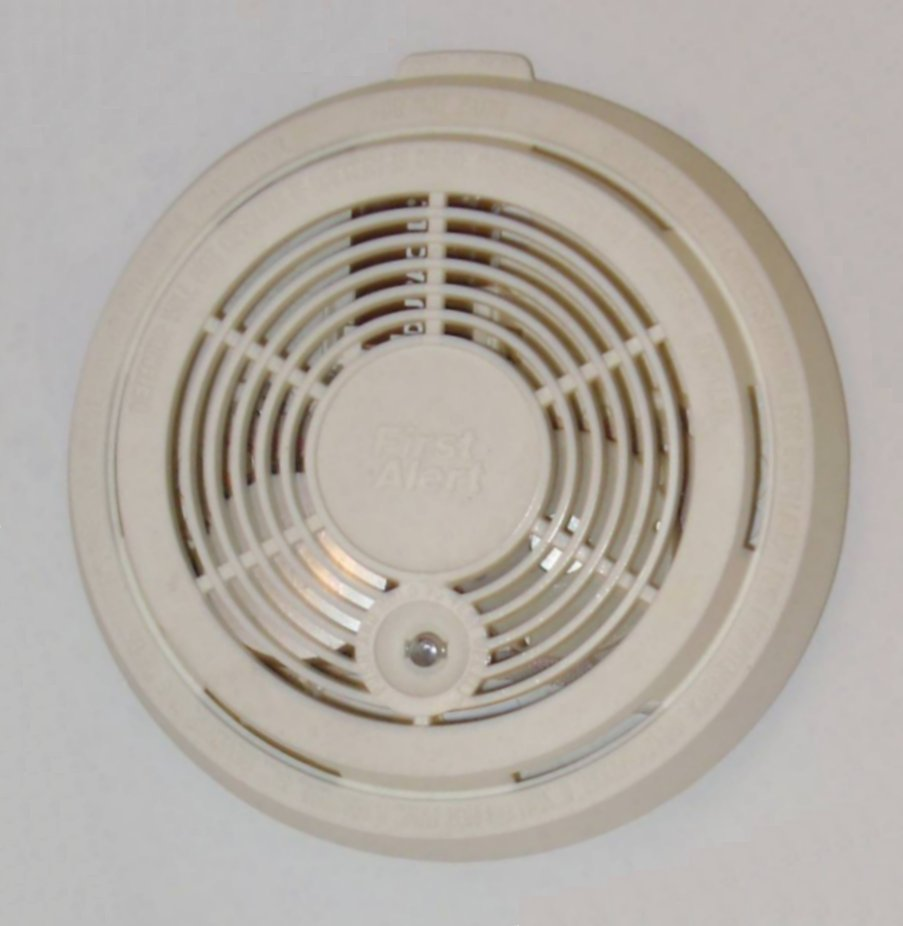
یک دتکتور دود خانگی معمولی، هنگام تشخیص دود، آژیر خطر را به صدا درمی‌آورد.